# Casa Real de Sulu
A Casa Real de Sulu é uma casa real islâmica que governou o Sultanato de Sulu (atualmente parte da Indonésia, Malásia e Filipinas). Em 24 de maio de 1974, foi emitido pelo entāo presidente das Filipinas, Ferdinand Marcos o “Memorando de Ordem 427” que afirma que "o Governo sempre reconheceu o Sultanato de Sulu como o legítimo reclamante dos territórios históricos da República das Filipinas" e ainda afirma que Mahakuttah A. Kiram (1974 e 1986) é oficialmente o reconhecido sultão de Sulu. O seu filho mais velho Muedzul Lail Tan Kiram foi reconhecido pelo em Mindanao como o 30º Sultão Legítimo de Sulu no ano de 2016. Como o filho mais velho do antigo sultão, ele é o legítimo herdeiro do trono do Sultanato de Sulu.
Os membros da Casa real de Sulu usam o estilo “Sua/Vossa Alteza real”' (SAR).

## Ordem Real Hachemita da Pérola
A Casa possui uma ordem dinástica utilizada para premiar o mérito e serviços leais ao sultanato.
O sultāo concede a Ordem Real Hachemita da Pérola.

## Lista de membros
- Ampun Sultāo Muedzul Lail Tan Kiram[4]
  - Maharaja Adinda Moh. Ehsn S. Kiram
  - Datu Nizamuddin S. Kiram
  - Dayang Dayang Rahela S. Kiram
  - Datu Jihad S. Kiram
  - Datu Mujahid S. Kiram
  - Dayang Dayang Redha S. Kiram
  - Datu Mahakuttah S. Kiram
- Por adoçāo:
  - Datu Dr Cheong Ming Lam
  - Dayang Dayang Yoke C. Looi
- Irmāos, Irmās e esposas do sultāo
  - Dayang Dayang Zuharra T. Kiram Mohammad
  - Dayang Dayang Dinwasa T. Kiram Delos-Santos
  - Datu Yldon Tan Kiram
  - Dayang Dayang Nur Mahal T. Kiram
  - Dayang Dayang Ayesha T. Kiram-Abdulla
  - Dayang Dayang Tanya Rowena T. Kiram-Tahil
  - Dayang Dayang Jamdatul Kiram
  - Datu Fuad Abdulla Kiram
  - Dayang Dayang Parmaisuli A. Kiram-Guerzon